# Festival du premier film francophone de La Ciotat
 (janvier 2017).
Le Festival du premier film francophone de La Ciotat, également désigné sous l'appellation Berceau du cinéma (du nom de l'association qui l'organise), est un événement récompensant les premières œuvres cinématographiques. Le prix attribué au meilleur premier long-métrage est un Louis Lumière d'Or. Ce festival existe depuis 1983, et se déroule toujours dans l'une des plus vieilles salles de cinéma du monde, L'Eden Théâtre inauguré en 1889.
La 38e édition du festival devrait avoir lieu en mai 2021[Quoi ?].

## Palmarès 2012
Le jury du festival 2012 a été présidé par Pascal Thomas.
- Louis Lumière d’Or du meilleur premier film : L'amour dure trois ans de Frédéric Beigbeder.
- Prix d’interprétation féminine : Anamaria Vartolomei pour My Little Princess
- Prix d’interprétation masculine : François Damiens pour Torpedo
- Prix de la meilleure musique de film : Bertrand Burgalat pour My Little Princess
- Prix du meilleur court métrage : Mamembre de Guillaume Griffoni, ex aequo avec Ce n'est pas un film de cow-boys de Benjamin Parent
- Le Train d’Or (prix spécial du jury) : Estelle Larrivaz pour Le Paradis des bêtes
- Prix du public pour le meilleur long métrage : Torpedo de Matthieu Donck
- Prix du public pour le meilleur court métrage : L'Accordeur d'Olivier Treiner

- Sélection : Longs métrages - Hors compétition pour Ao, le dernier Néandertal de Jacques Malaterre.

L’association La Ciotat Berceau du Cinéma a décerné un Louis Lumière d’honneur à Pascal Thomas pour l’ensemble de sa carrière.